# 90e bataillon de tirailleurs sénégalais
Le 90e Bataillon de Tirailleurs Sénégalais (ou 90e BTS) est un bataillon français des troupes coloniales.
En 1917, le transport de troupe Sequana, parti de Dakar pour Bordeaux, est torpillé par un sous-marin allemand, entrainant la disparition de 198 tirailleurs.

## Création et différentes dénominations
- 20/06/1917: Le bataillon fournit 1098 pour la formation du 102e BTS
- 01/07/1917: Le bataillon fournit 1098 pour la formation du 103e BTS
- 25/06/1918: Le bataillon fournit des hommes pour la formation du 110e BTS
- 28/06/1918: Le bataillon fournit des renforts au 105e BTS
- 11/10/1918: Le bataillon fournit des hommes pour la formation du 133e BTS

### Sources et bibliographie
- Mémoire des Hommes